# Leptura annularis
Leptura annularis är en skalbaggsart som beskrevs av Fabricius 1801. Leptura annularis ingår i släktet Leptura och familjen långhorningar.
Artens utbredningsområde är:
- Frankrike.
- Ukraina.

Arten har ej påträffats i Sverige. Inga underarter finns listade i Catalogue of Life.

## Bildgalleri

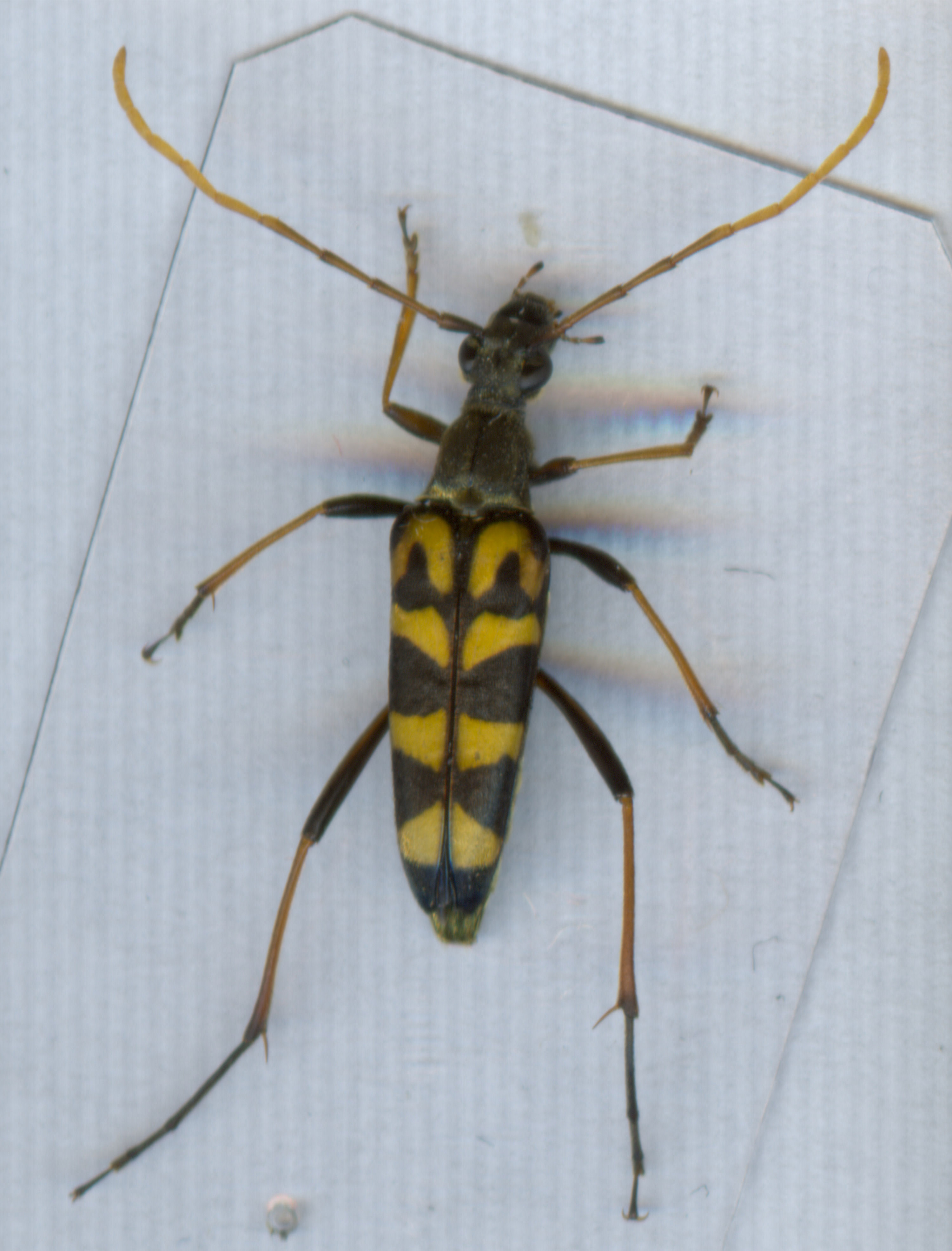
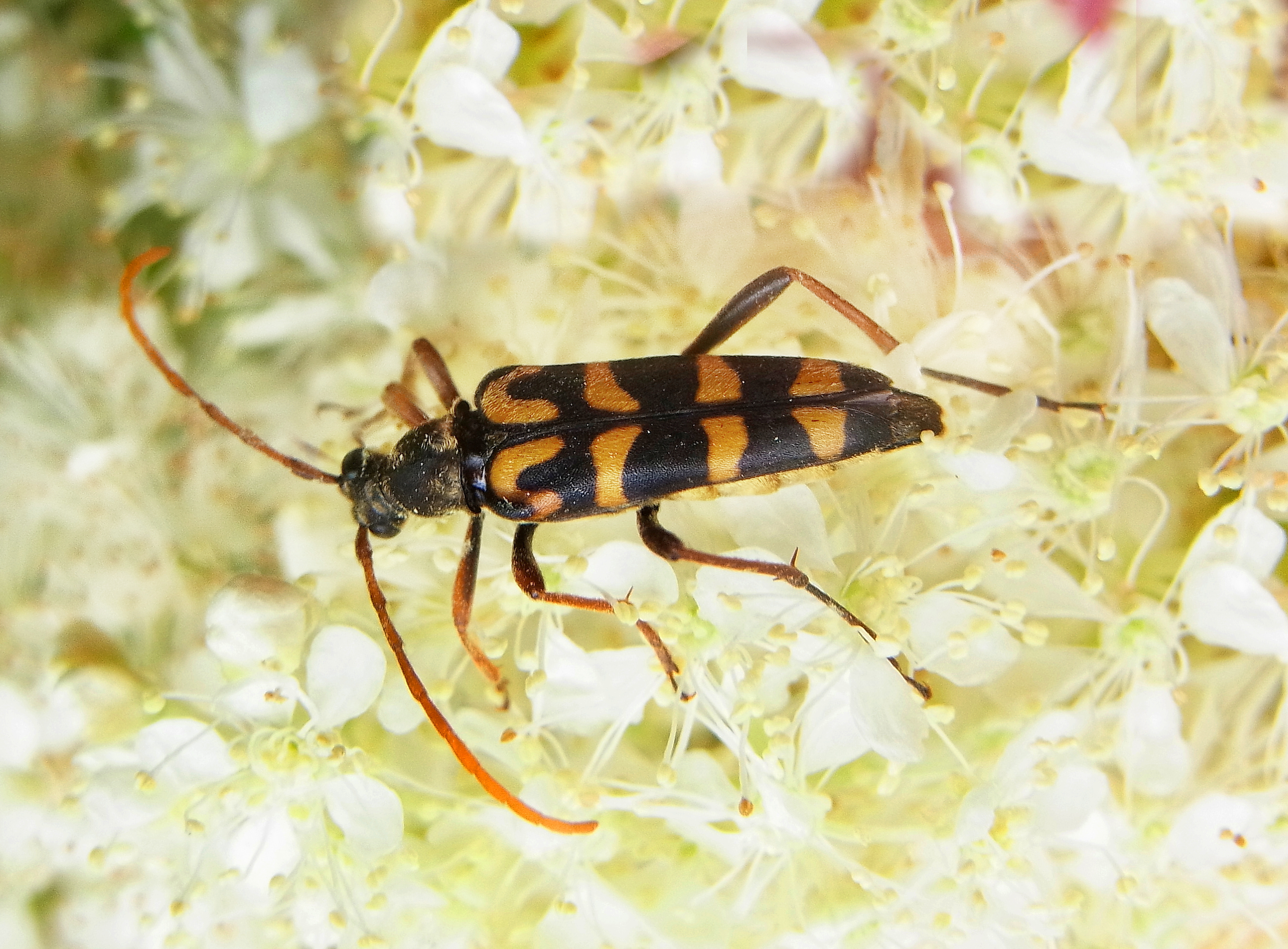